# Polaciones
Polaciones és un municipi de la Comunitat Autònoma de Cantàbria. Està situat en el curs alt del Riu Nansa, en l'extrem suroccidental de la regió i és la vall més alta de Cantàbria. Limita al nord amb Tudanca i Rionansa, a l'est amb la Mancomunitat Campoo-Cabuérniga, al sud amb la província de Palència i Hermandad de Campoo de Suso i a l'oest amb Cabezón de Liébana i Pesaguero.

## Localitats
- Belmonte, 20 hab.
- Callecedo (Callecéu), 14 hab.
- Cotillos, 8 hab.
- La Laguna (La Llaúna), 12 hab.
- Lombraña (Capital), 13 hab.
- Pejanda, 15 hab.
- Puente Pumar (La Puente), 48 hab.
- Salceda (Zarcea), 16 hab.
- San Mamés, 23 hab.
- Santa Eulalia (Santa Olalla), 10 hab.
- Tresabuela, 29 hab.
- Uznayo (Uznayu), 43 hab.

## Demografia
| 1900  | 1910  | 1920  | 1930  | 1940  | 1950  | 1960 | 1970 | 1981 | 1991 | 2000 | 2007 |
| ----- | ----- | ----- | ----- | ----- | ----- | ---- | ---- | ---- | ---- | ---- | ---- |
| 1.140 | 1.270 | 1.245 | 1.279 | 1.199 | 1.164 | 994  | 689  | 423  | 258  | 294  | 263  |

Font: INE

## Administració
| Eleccions municipals, 25 de maig de 2003 |      |        |          |
| Partit                                   | Vots | %      | Regidors |
| PRC                                      | 158  | 69,60% | 6        |
| PP                                       | 50   | 22,03% | 1        |

| Eleccions municipals, 27 de maig de 2007 |      |       |          |
| Partit                                   | Vots | %     | Regidors |
| PRC                                      | 170  | 68%   | 5        |
| PP                                       | 67   | 26,8% | 2        |

## Personatges il·lustres
- Miguel Ángel Revilla: (1943) Fundador del Partit Regionalista de Cantàbria i ADIC. President de Cantàbria entre 2003 i 2011.